# Дубины (Брестская область)
Дуби́ны (бел. Дубіны) — деревня в Кобринском районе Брестской области Белоруссии. Входит в состав Городецкого сельсовета.
По данным на 1 января 2016 года население составило 89 человек в 33 домохозяйствах.
В деревне расположен два магазина.

## География
Деревня расположена в 33 км к юго-востоку от города Кобрин, 8 км к югу от станции Городец и в 79 км к востоку от Бреста.
На 2012 год площадь населённого пункта составила 2,4 км² (240 га).

## История
Населённый пункт известен с 1546 года как урощище Дубовое села Челищевичи. В разное время население составляло:
- 1999 год: 51 хозяйство, 126 человек;
- 2005 год: 47 хозяйств, 121 человек;
- 2009 год: 98 человек;
- 2016 год[2]: 33 хозяйства, 89 человек;
- 2019 год[1]: 62 человека.